# فضيحة في الزمالك (فلم)
فضيحة في الزمالك فيلم مصري من إنتاج عام 1959.

## قصة الفيلم
تدور أحداث الفيلم حول شقيقتان شاء الله أن تتزوج الأولى برجل غني، والثانية بشاب فقير، تتردد الأخت الفقيرة على بيت أختها الغنية وتتولد لديها عقدة نفسية بسبب المفارقات في المعيشة، يتعرف زوجها برجل ثرى وتتوطد صداقتهما، يلوح لها بالمال ويغدق عليها الهدايا حتى تقع في غرامه، تقيم معه علاقة إلى أن تحبل وتخطط معه للتخلص من زوجها والذي كان معه مال عهدة وقامت بصرفة ويقرر ان يستدين هذا المال من صديقه الغنى وفي ذلك اليوم الموعود تذهب إليه في منزله وأثناء جلوسه معها ينتابه مرض مفاجئ فيموت بين يديها وتذهل من المفاجأة فتتسلل من المنزل سراولكن يراها زوجها من ظهرها ولا يتعرف عليها وعندما يدخل إلى شقة صديقه يجده ميتا وتغلق هي عليه الباب من الخارج وتذهب إلى منزل شقيقتها لتستريح من هول الصدمة، وهناك تكتشف انها نسيت علبة البودرة الخاصة بها في منزل عشيقها فتستغل غياب شقيقتها عن المنزل وتأخذ علبة البودرة الخاصة بها والتي تتطابق مع علبتها بعد أن جعلت عشيقها يشترى لها واحدة مثلها وفي منزل العشيق يحضر البوليس فيقبض علي الزوج بتهمة القتل، ويستدعى الكلب البوليسي لمعرفة القاتل ويعثر على علبة البودرة الخاصة بها، ويتتبع الكلب الأثر حتى يذهب إلى شقة اختها فيقبض علي الشقيقة بتهمة القتل ويفرج عن الزوج، تتطور الحوادث حتى يعثر الزوج في شنطة زوجته على علبة للبودرة مشابهة للتى عثر عليها ومعها ولاعة كان قد أهداها لصديقه ومعها مفتاح، فتأخذه الظنون ويذهب إلى شقة الثري فيفاجأ بأن المفتاح خاص بها، وهنا يتأكد من خيانة زوجته ويقرر الطبيب الشرعى أن الوفاة بالسكتة القلبية فيفرج عن الأخت، يبدأ الزوج في مطاردة زوجته الخائنة، وتنتهي المطاردة بأن تقع من أعلى عمارة بالزمالك فتموت.

## بطولة
- محسن سرحان
- عمر الشريف
- مريم فخر الدين
- برلنتي عبد الحميد
- محمود المليجي
- أحمد لوكسر

## روابط خارجية
- مقالات تستعمل روابط فنية بلا صلة مع ويكي بيانات